# Anjunnefer
Anjunnefer (Ankhwennefer) o Harmajis), fue un dignatario nativo de Egipto que gobernó en el Alto Egipto de 199 a 186 a. C., en el curso de la gran revuelta tebana.
Anjunnefer fue el sucesor del dignatario Horunnefer, y gobernó desde Tebas, pero perdió el poder en la ciudad en 199-198 a. C. y en el resto de la Tebaida en 191-190 a. C. 
Aunque fue apoyado por el ejército de Meroe, fue derrotado finalmente por Comano, un comandante a las órdenes de Ptolomeo V. En la batalla mataron al hijo de Anjunnefer y él fue capturado el 27 de agosto de 186 a. C. El sínodo en Alejandría declaró a Anjunnefer enemigo de los dioses, sin embargo, le indultó más tarde, y en septiembre del mismo año fue liberado. 
También Licópolis, en el Delta, se alzó contra Alejandría, perdurando la insurrección hasta 185 a. C., cuando fue reprimida por Policrates de Argos. El líder de la rebelión sufrió tormento hasta la muerte en Sais.

## Titulatura
Nombre de Sa-Ra: ˁnḫ un nfr mr is.t mr imn r ˁ nsu ntr.u pȝ ntr ˁȝ

## Otras hipótesis
Algunos historiadores estiman que Horunnefer y Anjunnefer son la misma persona que cambió su nombre en 199 a. C. por razones desconocidas.